# Steatoda sordidata
Steatoda sordidata là một loài nhện trong họ Theridiidae.
Loài này thuộc chi Steatoda. Steatoda sordidata được Octavius Pickard-Cambridge miêu tả năm 1885.